# Hippolyte Violeau
Pour les articles homonymes, voir Violeau.
Hippolyte Violeau, né à Brest le 13 juin 1818 et mort à Lambézellec le 24 avril 1892, est un homme de lettres français, auteur de contes, de poésies édifiantes et d'études littéraires bretonnes.
Employé au bureau des hypothèques, puis bibliothécaire-archiviste à la bibliothèque de Brest en 1843, Violeau se retire quelque temps plus tard à Morlaix pour poursuivre son œuvre littéraire. Son Livre des mères et ses Soirées de l'ouvrier sont couronnés par l'Académie française en 1848 et 1850. Tandis que les journaux se disputent ses contes, sa notoriété en tant que poète lui vaut d'être nommé maître ès jeux par l'Académie des Jeux floraux en 1861. 
Une rue à Brest, à Daoulas et à Morlaix portent son nom. 

## Ouvrages
- Mes loisirs, poésies (1840) [lire en ligne (page consultée le 09/08/2019)]
- Nouveaux loisirs poétiques (1845)
- Livre des mères et de la jeunesse, poésies (1848)
- La Maison du Cap, nouvelle bretonne (1848)
- Soirées de l'ouvrier, lectures à une société de secours mutuels (1850)
- Kimiad ar vaguerez [ les Adieux de la nourrice] (1851)
- Amice du Guermeur, étude morale et historique (1853)
- La Fermière de Kersaint (1853)
- Pèlerinages de Bretagne (Morbihan) (1855) Texte en ligne
- Paraboles et légendes, poésies dédiées à la jeunesse (1856)
- Veillées bretonnes (1856)
- Nouvelles veillées bretonnes (1857)
- Souvenirs et nouvelles (2 volumes, 1859)
- Récits du foyer (2 volumes, 1860-1861)
- Un homme de bien [Yves-Michel-Gabriel Gillart de Keranflech], étude biographique et morale (1861)
- Histoires de chez nous, récits bretons : Arsène Michelin ; la Maison aux trois sonnettes ; la Famille Déniel ; les Pauvres dans les campagnes ; le Rouge-gorge de Kéranroux ; la Croix qui marche (1865)
- Les Surprises de la vie : les Lunettes de Jeanne ; Matin et soir ; l'Enfant aux caroubes ; Alban (1868)
- Le Sorcier de Concoret (v. 1905) Texte en ligne

## Pour approfondir